# Thổ Chu-öarna
Thổ Chu-öarna är en arkipelag i Thailandviken inom  Kien Giang-provinsen i södra Vietnam.

## Geografi
Thổ Chu-öarna består av åtta öar: Huvudön Thổ Chu (13,95 km2), Hòn Cao, Hòn Cao Cát, Hòn Khô, Hòn Mô (även kallad Hòn Cái Bàn), Hòn Nhạn, Hòn Từ och Hòn Xanh. Hòn Nhạn utgör baspunkt A1 i Vietnams baslinje enligt Förenta nationernas havsrättskonvention. Huvudön har också varit känd under namnen Poulo Panjang och Pulo Panjang och ligger ungefär 50 km från de övriga öarna i ögruppen.
Huvudön är högst med 167 m ö.h., där ett fyrtorn byggdes år 2000.

## Naturskydd
Huvudön Thổ Chu föreslogs 1995 blir ett marinskyddsområde. Förslaget är inte ännu genomfört men har förtydligats av Asian Development Bank att omfatta ett område av 22400 hektar, varav 1190 hektar på land och resten marint.
På Hòn Cao finns flyghundar inom släktet Pteropus (eller ”egentliga flyghundar”) som räknas till de största fladdermössen i världen.

## Historia
Under sydvietnamesisk tid tillhörde Thổ Chu-öarna administrativt An Xuyên-provinsen. Historiskt sett har öarna varit föremål för gränstvister mellan Kambodja och Vietnam, där båda nationerna hävdat att öarna legat inom deras territorialvatten.
Den 10 maj 1975 ockuperades huvudön av de röda khmererna och ungefär 500 öbor fördes bort till Kambodja där de avrättades. Mellan 24 och 27 maj attackerade vietnameserna ön och lyckades återta den. 1977 anfölls åter ön av de röda khmererna, men den här gången lyckades de inte ockupera ön.
I april 1992 bosattes huvudön med sex familjer, cirka 30 personer, under överinseende av folkkommittén i Kiên Giang-provinsen och året efter blev ö-gruppen egen kommun med namnetThổ Châu. Den är därmed en av de åtta kommuner som utgör Phú Quốc-distriktet. Från 2017 går det färja från Phu Quoc till huvudön.
Det var när Malaysia Airlines Flight 370 flög förbi den här ögruppen, den 8 mars 2014, som flygledningen tappade kontakten med planet.

## Demografi och ekonomi
Kommunen hade 621 hushåll och ungefär 1 916 invånare år 2017. En hel del med utkomst som gränsvakter eller från sjöfart, i övrigt lever öborna av fiske, hantverk och jordbruk.